# Kostel svaté Maří Magdaleny (Studená Loučka)
Kostel svaté Maří Magdaleny ve Studené Loučce je romantickou stavbou z roku 1867. Areál kostela se dvěma kříži, pomníkem obětem 1. světové války a studánkou Zemřelých byl v roce 2012 prohlášen kulturní památkou České republiky.

## Historie
Již v první zmínce o obci z roku 1381 se mluví o místním kostele. Později je zmiňován až za třicetileté války filiální kostel k faře v Maletíně. v roce 1750 byl postaven kostel nový, při němž byla zřízena v roce 1784 kuracie, v roce 1857 povýšená na faru. Po roce 1859 byl na místě staršího kostela a hřbitova vybudován současný. Zasvěcen byl svaté Maří Magdaleně.

## Popis kostela

### Areál
Areál kostela je situován uprostřed obce na vyvýšeném místě obklopeném vzrostlými stromy a vytváří tak její důležitý dominantní prvek. V bezprostřední blízkosti kostela se nacházejí další chráněné kulturní památky 
- kamenný krucifix s plastickým korpusem Ježíše Krista z roku 1776 na jižní straně kostela
- památník obětem 1. světové války se jmény 33 občanů Studené Loučky z roku 1921 s přístupem po kamenném schodišti [4] – opraven v r. 2017
- kamenný kříž s plastickým korpusem Krista a reliéfy svatých na podstavci z roku 1844 za presbytářem
- studánka Zemřelých, která je pozůstatkem původního hřbitova

### Exteriér
Orientovaný podélný jednolodní kostel z režných kamenných kvádrů s odsazeným polygonálním kněžištěm. Nad západním průčelím s bočními štíty je umístěna osmiboká věž s okny a kostelními hodinami. Zakončení tvoří jehlancová střecha s křížem. Na severní straně lodi je přistavěna nízká sakristie. Střecha nad lodí kostela je sedlová se čtyřhranným sanktusníkem, nižší presbytář má střechu valbovou. Fasády jsou provedeny v novorománském stylu. Zdi lodi jsou prolomeny sdruženými okny oddělenými pilíři. Na jižní a severní straně presbytáře je menší kruhové okno.

### Interiér
Hlavní loď má křížovou klenbu s pasy, které dosedají na přízední pilíře s kompozitními hlavicemi. Presbytář, který je oddělen vítězným obloukem, je zaklenut konchou. Na protější straně je na trojdílné arkádě kůr s plným dřevěným zábradlím zdobeným lichými arkádami s křížky.  Na kůru jsou instalovány dvoumanuálové varhany od K. Neussera.
Interiér si uchoval jednotnou neogotickou vnitřní výzdobu i mobiliář. Iluzivní výmalba stropu je doplněna medailony nad okny v hlavní lodi a zadní stěně kůru. Velké nástěnné obrazy v presbytáři navazují na hlavní oltář se sochařskou výzdobou.
Volně zavěšený (původně oltářní) obraz Krista se sv. Maří Magdalenou (Emil Pirchan, 1882). V lodi korunový lustr klasicistního charakteru, zdobený girlandami, skleněnými ověsky a metličkami. Pod okny v hlavní lodi jsou zavěšeny obrazy křížové cesty.